# Ascuris
Ascuris é um gênero de esponja marinha da família Clathrinidae.

## Espécies
- Ascuris arrecifae Haeckel, 1872
- Ascuris papillata Haeckel, 1872